# Macropelopia ogasasextdecima
Macropelopia ogasasextdecima är en tvåvingeart som beskrevs av Sasa och Suzuki 1997. Macropelopia ogasasextdecima ingår i släktet Macropelopia och familjen fjädermyggor. Inga underarter finns listade i Catalogue of Life.